# Rafael Advanced Defense Systems
Rafael Advanced Defense Systems Ltd. (en hebreu: רפאל - מערכות לחימה מתקדמות בע"מ) també és coneguda com a Rafael, és una empresa de tecnologia militar de defensa. Rafael va ser fundada com el laboratori de recerca i desenvolupament (I+D) del Ministeri de Defensa d'Israel per al desenvolupament d'armament i tecnologia militar dins del Ministeri de Defensa israelià; en 2002 va ser incorporada com a empresa de responsabilitat limitada. Rafael ADS desenvolupa i produeix tecnologies militars per a les Forces de Defensa d'Israel, així com per a l'exportació. Tots els seus projectes en curs estan classificats.

## Història

### Fundació
L'empresa Rafael va ser establerta en 1948 com el cos científic (en hebreu: חיל המדע), fou coneguda amb l'acrònim HEMED (en hebreu: חמד), sota el lideratge de Shlomo Gur, i el seu nom va ser canviat per esdevenir el Directori de Recerca i Desenvolupament (en anglès: Research and Design Directorate, en hebreu: אגף הפיתוח והתיכנון) en 1952. En 1952 David Ben-Gurion va decidir dividir en dos les activitats del HEMED; l'entitat del HEMED es va posar a càrrec de la recerca purament científica, la nova entitat anomenada EMED es va dedicar al desenvolupament d'armament. En 1954 David Ben-Gurion va decidir canviar el nom de l'entitat EMET pel de RAFAEL. La companyia va ser finalment reorganitzada com Rafael en 1958. En 1995, Yitzhak Rabin va demanar a Amos Horev convertir-se en el director del consell d'administració de Rafael, després de diversos anys en els quals Horev va servir com a director del comitè d'assessorament de Rafael.Horev va servir com a director fins a gener de 2001.

### Reestructuració com a societat limitada
A començaments dels anys 1990, Rafael va operar amb pèrdues (amb un cim en 1995, amb pèrdues de $120 milions sobre una facturació de $460 milions); llavors es va decidir reestructurar l'organització per començar a operar Rafael com una companyia. Inicialment es van crear tres divisions diferenciades; cadascuna operant com un centre de beneficis, amb una fulla de balanç separada, a presentar a la nova junta directiva. La reestructuració va ser completada en 2002 quan Rafael va ser formalment incorporada com a societat limitada (malgrat ser una empresa estatal), mantenint les seves capacitats tecnològiques mitjançant extensos programes d'inversió econòmica en recerca i desenvolupament (I+D) (al voltant del 10% de la facturació). En el seu primer any com a societat limitada, Rafael va tenir 37 milions de dòlars en beneficis econòmics sobre $830 milions de vendes. El 14 d'octubre de 2007 la companyia va canviar el seu nom i va anomenar-se: Rafael Advanced Defense Systems Ltd.

### Assoliments tecnològics
- Shafrir: (després es va canviar el seu nom per Python), un dels més reeixits míssils aire-aire que han estat construïts (durant la Guerra del Yom Kippur en 1973, la Força Aèria Israeliana (IAF) va llançar 176 míssils Shafrir-2, destruint 89 aeronaus enemigues).[8]

- Spike: un míssil antitancs de dispara i oblida (en anglès: Fire and forget) de quarta generació.[9]

- Popeye: un sistema de míssils terra-aire. El Popeye Turbo SLCM es creu que pot transportar ogives nuclears mitjançant míssils llançats des de submarins.[10]

- Iron Dome: el primer sistema de defensa aèria operatiu del món capaç d'interceptar coets i artilleria de curt abast.[11]

- Trophy: el segon sistema actiu de protecció del món operatiu, el primer va ser el rus Drozd i el seu successor (Arena APS), va destruir un míssil antitancs llançat des de la Franja de Gaza a un carro de combat Merkava IV prop de Nir Oz.[12]

- Protector USV: el primer vehicle no tripulat de superfície operatiu del món, (un sistema autònom no tripulat de combat naval).[13]

### Transferència de tecnologia civil
En 1993, va ser fundada Rafael Development Corporation (RDC) com una companyia de transferència tecnològica com una aliança d'empreses (en anglès: joint venture) amb Elron Electronic Industries, per comercialitzar aplicacions sobre la base de la tecnologia militar d'equips mèdics, de telecomunicacions, i de la indústria de semiconductors. La companyia s'ha establert amb èxit i ha desenvolupat diverses companyies incloent:
- Given Imaging: (NASDAQ:GIVN) - una pionera en l'esfera de la càpsula endoscópica.[14]
- Oramir Semiconductor Equipment - desenvolupadora de les tecnologies de neteja làser per a la indústria de semiconductors,[15]venuda a Applied Materials en 2001 per $21 milions.[16]
- Starling Advanced Communications (TAXI:STLG) - proveïdora de solucions per a xarxes de banda ampla sense cable per a aerolínies.[17]
- Galil Medical - un desenvolupador de solucions per crioteràpia.[18]
- SELA Semiconductor Engineering Laboratories: un proveïdor d'instruments de preparació automàtica de mostres per a fabricants de semiconductors, venuda a Camtek Intelligent Imaging.[18]
- 3DV Systems: desenvolupadors de la ZCam, productes per a càmeres time-of-flight per a aplicacions de vídeo, fou venuda a Microsoft.[19]
- Medingo: un desenvolupador d'una micro-bomba d'insulina. La companyia va ser venuda a Roche Diagnostics, una subsidiària de Hoffmann-La Roche per més de 160 milions de dòlars.[20]